# Matusz Ruvimovics Bisznovat
Matusz Ruvimovics Bisznovat (oroszul: Матус Рувимович Бисноват; Nyikopol, 1905. október 23. – Moszkva, 1977. november 8.) szovjet mérnök, repülőgép-tervező. Az OKB–239, majd a rakétafegyverzettel foglalkozó OKB–4 (Molnyija) tervezőiroda vezetője volt.
Az ukrajnai Nyikopolban született zsidó családban. Fiatal korában festett, látogatta a Moszkvai Művészeti Főiskola (VHUTEMASZ) előadásait is. Később beiratkozott a Moszkvai Repülési Főiskolára (ma: Moszkvai Repülési Egyetem), amit 1931-ben végzett el. Ezt követően a szovjet repülőgépipar különféle tervezőirodáiban és kísérleti üzemeiben dolgozott.
1938-tól a CAGI főkonstruktőre lett. Vezetésével tervezték az SZK–1 és SZK–2 sebességi kísérleti repülőgépeket, valamint a két AM–37 motorral felszerelt SZK–3 vadászrepülőgépet, melyek sorozatgyártására azonban nem került sor.
1941–1948 között több szovjet repülőgépgyár főkonstruktőre volt. A tervezőmunka mellett a LaGG–3 vadászrepülőgép gyártását irányította. 1942-ben az OKB–55 tervezőiroda vezetőjévé nevezték ki. Ott kezdte el a rakétahajtású, 302-es típusjelű vadászrepülőgép tervezését.
1948-tól kezdett a rakétahajtású repülőgépekkel és fegyverekkel foglalkozni. 1948-ban Bisznovat vezetésével fejlesztették ki az 5-ös jelzésű rakétahajtású repülőgépet. 1948–1953 között a Moszkva melletti Himkiben működő OKB–293 tervezőirodát vezette, ahol a SZNARSZ–250 légiharc-rakéta fejlesztésével foglalkozott. A rakéta rádiólokátoros és infravörös önirányítású, valamint televíziós irányítású változatát is kidolgozták, melyekkel 1952-ben sikeres kísérleteket folytattak. A rakétával elért eredmények ellenére Bisznovat a politikai tisztogatás (a kozmopolitizmus elleni kampány) áldozata lett, a tervezőirodáját feloszlatták.
A Sztálin halálát követő enyhülés hatására Bisznovat új tervezőirodát hozhatott létre Moszkva Tusinói kerületében. 1955-ben az OKB–4, vagy más néven Molnyija tervezőiroda vezetőjévé és főkonstruktőrévé nevezték ki. A tervezőirodában Biszonovat vezetésével fejlesztették ki a szovjet légiharc-rakéták többségét, mint pl. az R–8, R–4 vagy R–40 rakétákat. A MiG–25 vadászrepülőgéphez kifejlesztett R–40 rakétáért Bisznovat és közeli munkatársa, Vlagyimir Jelagin Lenin-rendet kapott. Utolsó munkái a K–60 és K–73 légiharc-rakéták voltak.
1976-ban a Molnyija tervezőirodát (OKB–4) beolvasztották a szovjet űrrepülőgép, a Buran kifejlesztésére létrehozott Molnyija Tudományos Termelési Egyesülésbe (NPO Molnyija). Később, 1982-ben a Molynija vezetője, Gleb Lozino-Lozinszkij javaslatára az egykori OKB–4 csoportot áthelyezték a Vimpel (MZ Vimpel) gépgyárba.
Röviddel ezután, 1977-ben Bisznovat cukorbetegsége szövődményeinek következtében elhunyt. Sírja Moszkvában, a Vaganykovi temetőben található.